# جيمس كمبر
جيمس كمبر (بالإنجليزية: James L. Kemper)‏ (و. 1823 – 1895 م) هو محام من الولايات المتحدة الأمريكية ولد في فيرجينيا.
وهو عضو في الحزب الديمقراطي الأمريكي .